# Чеська конференція ректорів
Чеська конференція ректорів (чеськ. Česká konference rektorů, ČKR) — представницький орган закладів вищої освіти Чехії, який об’єднує ректорів державних і приватних університетів, акредитованих у Чехії. ЧКР заснована 28 січня 1993 року та базується в Брно.

## Ціль
Метою ЧКР є координація позицій ВНЗ із фундаментальних питань розвитку освіти і науки, ВНЗ та їх студентів і співробітників, просування їхніх інтересів у суспільстві та на переговорах із органами державної влади, підтримка контактів із подібними асоціаціями за кордоном.

## Історія
ЧКР виникла із Клубу ректорів (Klub rektorů), який був створений 26 квітня 1990 року в Жиліні. Першим головою Клубу обрано проф. Мілана Єлінека, ректора Університету Масарика в Брно, де також було відкрито офіс клубу в 1992 році. У вересні 1992 було створено чеську та словацьку секції Клубу ректорів, головою чеської секції обрано проф. Зденека Коваржа, ректора Технічного університету в Лібереці. У подальшому секції створили Конференцію ректорів Словаччини (25 листопада 1992) та Конференцію ректорів Чехії (28 січня 1993). У той час ректори всіх 27 університетів Чехії були членами ЧКР. Відповідно до Закону про університети від 1998 року, ЧКР разом із Радою університетів утворюють представництво університетів Чехії. ЧКР швидко встановив низку важливих міжнародних контактів із подібними організаціями і став членом міжнародних організацій — Асоціація європейських університетів (CRE), яка пізніше об’єдналася з іншими, щоб сформувати Асоціацію університетів Європи (EUA). У квітні 2011 ректора Карлового університету проф. Вацлава Гампла було обрано до Виконавчого комітету ЄАУ, членом якого він був до квітня 2015 року.

## Структура
Вищим органом ЧКР є пленум, який збирається не рідше двох разів на рік і обирає голову і п'ятьох заступників голови строком на два роки. До складу пленуму входять ректори 28 державних і 18 приватних університетів. Вона поділена на дві палати — ректори державних і ректори приватних університетів, причому ректори першої палати мають по одному голосу, а ректори другої палати поділяють так звані куріальні голоси. Кожна з палат обирає свого голову та заступників у заздалегідь узгодженій кількості. Порядком денним займається Офіс ЧКР (Kancelář ČKR) на чолі якого є секретар (tajemník).

## Голови
- проф. Зденек Коварж, († 14.12.2014), ректор Технічний університет у Ліберці (28.1.1993 – 24.2.1994)
- проф. Станіслав Ганзл († 14.6.1996), ректор Чеського технічного університету (25.2.1994 – 14.6.1996)
- проф. Ян Грон, ректор Чеського агрономічного університету (15.6.1996 – 6.3.1997, 7.3.1997 – 24.2.2000)
- проф. Іван Вільгельм, ректор Карлового університету (25.2.2000 – 31.1.2006)
- проф. Петр Саха, ректор Університету Томаша Бати в Зліні (24.2.2006 – 10.5.2007)
- проф. Ян Грон, ректор Чеського агрономічного університету (11.5.2007 – 31.7.2007, 1.8.2007 – 31.7.2009)
- проф. Петр Фіала, ректор Університету Масарика (1.8.2009 – 31.7.2011)
- проф. Вацлав Гампл, ректор Карлового університету (1.8.2011 – 31.1.2014)
- проф. Томаш Зіма, ректор Карлового університету (20.2.2014 – 31.7.2019)
- проф. Петр Скленічка, ректор Чеського агрономічного університету (1.8.2019 — 31.7.2021)
- проф. Мартін Бареш, ректор Університету Масарика (з 1.8.2021; термін закінчується 31.7.2023)[2]